# Liste antiker Ortsnamen und geographischer Bezeichnungen/Ap
| Lateinischer Name                      | Griechischer Name                                                  | Beschreibung | Heute                                                              | Quellen und Verweise                                           | Lage |
| -------------------------------------- | ------------------------------------------------------------------ | --- | ------------------------------------------------------------------ | -------------------------------------------------------------- | ---- |
| Apameia                                | Ἀπάμεια Μύρλεια (Apameia Myrleia)                                  | Stadt am Marmarameer | 1 km südöstlich des heutigen Mudanya in der Türkei                 | Smith (4);                                                     |      |
| Apameia                                | Ἀπάμεια (Apameia)                                                  | Stadt am Euphrat | beim heutigen Birecik, großenteils überflutet vom Birecik-Stausee  | Smith;                                                         |      |
| Apameia                                | Ἀπάμεια Κιβωτός (Apameia Kibōtos)                                  | Stadt in Phrygien, das frühere Kelainai                                                                                  | Dinar in der Türkei                                                | PECS; Smith (5);                                               |      |
| Apameia                                | Ἀπάμεια (Apameia)                                                  | Stadt am Zusammenfluss von Euphrat und Tigris                                                                            |                                                                    | Smith;                                                         |      |
| Apameia                                | Ἀπάμεια (Apameia)                                                  | Stadt am Tigris, in der Charakene                                                                                        |                                                                    | Smith (2);                                                     |      |
| Apameia                                | Απάμεια της Συρίας (Apameia tēs Syrias)                            | Stadt in Syrien, am Fluss Orontes gelegen, Hauptstadt der Landschaft Apamene, später der römischen Provinz Syria secunda | bei Qal’at al-Mudik                                                | PECS; Smith (1);                                               |      |
| Apameia                                | Ἀπάμεια (Apameia)                                                  | Stadt in Parthien | zwischen Teheran und Schahrud                                      | Smith;                                                         |      |
| Apanestae                              |                                                                    | |                                                                    | Smith;                                                         |      |
| Aparni                                 |                                                                    | |                                                                    | Smith;                                                         |      |
| Apaturum                               |                                                                    | |                                                                    | Smith;                                                         |      |
| Apavarcticene                          | Ἀπαυαρκτικηνή (Apauarktikēnē)                                      | Umgebung von Apavarktike im Südosten von Parthien                                                                        | Umgebung von Kaka in Turkmenistan                                  | Smith;                                                         |      |
| Apenninus Mons                         | Ἀπέννινος (Apenninos)                                              | Gebirge in Italien | Apennin                                                            | Smith;                                                         |      |
| Aperantia                              |                                                                    | |                                                                    | Smith;                                                         |      |
| Aperlae                                | Ἄπερλαι (Aperlai)                                                  | Stadt in Lykien in Asia minor                                                                                            | Sıcak İskelesi in der Türkei                                       | PECS; Smith;                                                   |      |
| Aperopia                               |                                                                    | |                                                                    | Smith;                                                         |      |
| Aperrae                                |                                                                    | |                                                                    | Smith;                                                         |      |
| Apesas                                 | Ἀπέσας (Apesas)                                                    | Berg bei Nemea | wird heute Foukas genannt                                          | Smith;                                                         |      |
| Aphaca                                 |                                                                    | siehe Antipatris |                                                                    |                                                                |      |
| Aphetae                                |                                                                    | |                                                                    | Smith;                                                         |      |
| Aphidna, Aphidnae                      | Ἄφιδνα (Aphidna), Ἀφίδναι (Aphidnai)                               | Stadt in Attika | 3 Kilometer südlich von Kapandriti, nordöstlich von Athen          | PECS; Smith;                                                   |      |
| Aphle                                  |                                                                    | |                                                                    | Smith;                                                         |      |
| Aphnitis                               |                                                                    | |                                                                    | Smith;                                                         |      |
| Aphrodisias                            | Ἀφροδισιάς (Aphrodisias)                                           | Vorgebirge an der Südspitze von Karien                                                                                   |                                                                    | Mela 1.16; Plin. Nat. 5, 28; Smith;                            |      |
| Aphrodisias                            | Ἀφροδισιάς (Aphrodisias)                                           | griechische Kolonie auf der Südspitze des Kap Zephyrion in Kilikien                                                      |                                                                    | Smith;                                                         |      |
| Aphrodisias                            | Ἀφροδισιάς (Aphrodisias)                                           | Insel vor der Nordküste von Afrika                                                                                       |                                                                    | Hdt. 4, 169; Ptol. 4, 4, 14; Steph. B. sub voce Skylax; Smith; |      |
| Aphrodisias                            | Ἀφροδισιάς (Aphrodisias)                                           | Stadt im Süden Lakoniens                                                                                                 |                                                                    | Paus. 3, 12, 11; 8, 12, 8; Smith;                              |      |
| Aphrodisias                            | Ἀφροδισιάς (Aphrodisias)                                           | eine Insel, die zum Reich von Tartessos gehört                                                                           |                                                                    | Smith;                                                         |      |
| Aphrodisias, Megalopolis               | Ἀφροδισιάς (Aphrodisias), Νινόη (Ninoē)                            | Stadt in Karien | Geyre in der Türkei                                                | PECS; Smith;                                                   |      |
| Aphrodisium                            | Ἀφροδίσιον (Aphrodision)                                           | Stadt auf Zypern | 38 km östlich von Girne an der Nordküste von Zypern                | PECS; Pleiades; Smith (1);                                     |      |
| Aphrodisium                            | Ἀφροδίσιον (Aphrodision)                                           | Ort in Arkadien | östlich von Megalopoli auf der Peloponnes                          | Pleiades; Smith (2);                                           |      |
| Aphrodisium                            |                                                                    | Ort mit Amphitheater in Africa proconsularis                                                                             | Sidi Khalifa, 13 km nördlich von Enfidha in Tunesien               |                                                                |      |
| Aphrodisius Mons                       |                                                                    | |                                                                    | Smith;                                                         |      |
| Aphrodites Portus                      |                                                                    | |                                                                    | Smith;                                                         |      |
| Aphroditopolis, Veneris Oppidum        | Ἀφροδιτόπολις (Aphroditopolis), Ἀφροδίτης πόλις (Aphroditēs polis) | Städte im griechisch-römischen Ägypten mit einem Tempel der Hathor                                                       |                                                                    | Smith;                                                         |      |
| Aphroditopolis                         | Ἀφροδίτω (Aphroditō)                                               | Tepihu, koptisch Petpeh, im Gau Medenit (Nomos Aphroditopolis) in Ägypten                                                | Atfih                                                              | Smith;                                                         |      |
| Aphroditopolis                         | Ἀφροδιτόπολις (Aphroditopolis), Παθῦρις (Pathyris)                 | Per Hathor, später Pathyris oder Aphroditopolis im Gau Waset (Nomos Pathyrites) in Ägypten                               | Gebelein                                                           | PECS; Smith;                                                   |      |
| Aphroditopolis                         | Ἀφροδιτόπολις (Aphroditopolis)                                     | Atarbechis im Prosopitis im südwestlichen Nildelta                                                                       |                                                                    |                                                                |      |
| Aphthites Nomos                        |                                                                    | |                                                                    | Smith;                                                         |      |
| Aphytis                                | Ἄφυτις (Aphytis), Ἀφύτη (Aphytē)                                   | Stadt auf der Halbinsel Pallene                                                                                          |                                                                    | PECS; Smith;                                                   |      |
| Apidanus                               |                                                                    | |                                                                    | Smith;                                                         |      |
| Apila                                  |                                                                    | |                                                                    | Smith;                                                         |      |
| Apiolae                                |                                                                    | |                                                                    | Smith;                                                         |      |
| Apis                                   | Ἄπις (Apis)                                                        | Hafenstadt an der afrikanischen Küste                                                                                    | 18 km westlich von Marsa Matruh                                    | Polyb. Exc. Leg. 115; Smith;                                   |      |
| Apobathmi                              |                                                                    | |                                                                    | Smith;                                                         |      |
| Apocopa                                |                                                                    | |                                                                    | Smith;                                                         |      |
| Apodoti                                |                                                                    | |                                                                    | Smith;                                                         |      |
| Apollinis Promontorium                 |                                                                    | |                                                                    | Smith;                                                         |      |
| Apollonia                              | Ἀπολλωνία (Apollōnia)                                              | Stadt an der Nordküste von Kreta                                                                                         | eventuell Eleutherna                                               | RE; Smith (2);                                                 |      |
| Apollonia                              | Ἀπολλωνία (Apollōnia)                                              | Stadt an der Südwestküste von Kreta                                                                                      |                                                                    | RE; Smith (2);                                                 |      |
| Apollonia                              | Ἀπολλωνία (Apollōnia)                                              | Stadt auf Sizilien | San Fratello in der Provinz Messina                                | PECS; RE; Smith (1);                                           |      |
| Apollonia                              | Ἀπολλωνία (Apollōnia), Γυλάκεια (Gylakeia)                         | Stadt in südlichen Illyrien                                                                                              | Mittelalbanien, nahe der Stadt Fier                                | PECS; RE; Smith (3);                                           |      |
| Apollonia, Mordiaion, Sozopolis        | Ἀπολλωνία (Apollōnia)                                              | Stadt in Phrygien | bei Uluborlu in der Türkei                                         | RE;                                                            |      |
| Apollonia                              | Ἀπολλωνία (Apollōnia)                                              | Stadt in Karien |                                                                    | RE;                                                            |      |
| Apollonia                              | Ἀπολλωνία (Apollōnia)                                              | Stadt in Lykien |                                                                    | PECS; RE; Smith (6);                                           |      |
| Apollonia                              | Ἀπολλωνία (Apollōnia)                                              | Insel an der Küste von Bithynien                                                                                         |                                                                    | RE; Smith (2);                                                 |      |
| Apollonia                              | Ἀπολλωνία ἐπὶ Ῥυνδακῷ (Apollōnia epi Rhyndakō)                     | Stadt am Rhyndakos in Mysien                                                                                             | Gölyazı am Uluabat Gölü (Lacus Apolloniatis) bei Bursa             | RE; Smith (5);                                                 |      |
| Apollonia                              | Ἀπολλωνία (Apollōnia)                                              | |                                                                    | Smith (4);                                                     |      |
| Apollonia, Sozusa                      | Ἀπολλωνία (Apollōnia)                                              | Stadt an der Küste von Judaea, das frühere Arsuf                                                                         | etwa 15 Kilometer nördlich von Tel Aviv in Israel                  | PECS; RE; Smith (7);                                           |      |
| Apollonia                              | Ἀπολλωνία (Apollōnia)                                              | griechische Hafenstadt in der Kyrenaika                                                                                  | Susah im Distrikt al-Dschabal al-Achdar in Libyen                  | PECS; RE; Smith;                                               |      |
| Apollonia                              | Ἀπολλωνία (Apollōnia)                                              | Stadt in Assyrien, nach ihr wurde die umliegende Region Sittakene auch Apolloniatis genannt                              |                                                                    | RE; Smith (1);                                                 |      |
| Apollonia Mygdoniorum                  | Ἀπολλωνία (Apollōnia)                                              | Stadt auf der Chalkidike in Griechenland                                                                                 | in der Ebene südlich des Volvi-Sees                                | RE; Smith (5);                                                 |      |
| Apollonia Pontica                      | Ἀπολλωνία Ποντική (Apollōnia Pontikē)                              | Stadt auf einer Halbinsel am südlichen Ausgang der Bucht von Burgas                                                      | Sosopol an der bulgarischen Schwarzmeerküste in der Provinz Burgas | PECS; RE; Smith (4);                                           |      |
| Apolloniatis                           |                                                                    | Umgebung der Stadt Apollonia in Assyrien, früher Sittakene genannt                                                       |                                                                    | Smith (1);                                                     |      |
| Apollonis                              | Ἀπολλωνίς (Apollōnis)                                              | Stadt im nördlichen Lydien                                                                                               |                                                                    | PECS; Smith;                                                   |      |
| Apollonopolis                          | Ἀπόλλωνος πόλις (Apollōnos polis)                                  | Stadt im östlichen Äthiopien                                                                                             |                                                                    | Smith (4);                                                     |      |
| Apollonopolis Heptakomias Mikra        | Ἀπόλλωνος ἡ μικρά (Apollōnos hē mikra)                             | Stadt in Oberägypten | Kom Isfaht, zwischen Tima und Assiut am linken Nilufer             | Pleiades; Smith (2);                                           |      |
| Apollonopolis Magna                    | πόλις μεγάλη Ἀπόλλωνος (polis megalē Apollōnos)                    | Stadt in Ägypten | Edfu in Ägypten                                                    | PECS; Pleiades; Smith (1);                                     |      |
| Apollonopolis Parva, Apollonos minoris | Ἀπόλλωνος πόλις μικρά (Apollōnos polis mikra)                      | Stadt in Oberägypten | Qus in Ägypten                                                     | Pleiades; Smith (3);                                           |      |
| Apollonos Hieron                       |                                                                    | |                                                                    | Smith;                                                         |      |
| Apollonos Hydreium                     |                                                                    | Station an der Straße von Koptos nach Berenike                                                                           |                                                                    | Smith (5);                                                     |      |
| Aponus                                 |                                                                    | |                                                                    | Smith;                                                         |      |
| Appia                                  |                                                                    | |                                                                    | Smith;                                                         |      |
| Aprilis Lacus                          |                                                                    | |                                                                    | Smith;                                                         |      |
| Aprustum                               |                                                                    | |                                                                    | Smith;                                                         |      |
| Apsarus                                |                                                                    | |                                                                    | Smith;                                                         |      |
| Apsilae                                |                                                                    | |                                                                    | Smith;                                                         |      |
| Apsinthii                              |                                                                    | |                                                                    | Smith;                                                         |      |
| Apsus                                  |                                                                    | |                                                                    | Smith;                                                         |      |
| Apsyrtides                             |                                                                    | siehe Absyrtides |                                                                    |                                                                |      |
| Apta Julia                             |                                                                    | römische Kolonie im südlichen Gallien                                                                                    | Apt im Département Vaucluse in Frankreich                          | Smith;                                                         |      |
| Aptera, Aptara                         | Ἄπτερα (Aptera)                                                    | Stadt im westlichen Kreta                                                                                                | beim Dorf Megala Chorafia, 13 km östlich von Chania                | PECS; RE; Smith;                                               |      |
| Apuani                                 |                                                                    | |                                                                    | Smith;                                                         |      |
| Apulia                                 | Ἀπουλία (Apoulia)                                                  | Region in Süditalien | Apulien                                                            | Smith;                                                         |      |
| Apulum                                 | Ἄπουλον (Apoulon)                                                  | Stadt in Dakien | Alba Iulia am Mureș in Siebenbürgen in Rumänien                    | PECS; RE; Smith;                                               |      |